# شهرستان تیسولسکی
شهرستان تیسولسکی (به لاتین: Tisulsky District) یک شهرستان در روسیه است که در استان کمروو واقع شده‌است.